# Вільна земля
«Вільна земля» — другий повноформатний студійний альбом гурту «Веремій». На території України реліз відбувся 17 травня 2014 року на лейблі Lavina music. 
Робота над платівкою тривала з січня 2013 року по травень 2014 року. Запис відбувався на студіях "Phantom Records", "Blacklight Recording Studio", "Звукоцех" та "Soncesvit Studio". 
Над мастерингом треку «Йди на зорі» працювала німецька студія «Master-servant». Ця ж студія працювала з A-HA, Sarah Brightman, P.O.D., Paul van Dyk, Scooter, Scorpions, Smokie, Gregorian, Tokio Hotel, Theatre of Tragedy.
Над дизайном обкладинки та оформленням альбому працювала Марія Федюк.

## Список композицій
| #     | Назва                         | Автор слів          | Автор музики                               | Тривалість |
| ----- | ----------------------------- | ------------------- | ------------------------------------------ | ---------- |
| 1.    | «Гуляйполе»                   | Віталій Калініченко | Віталій Калініченко                        | 3:22       |
| 2.    | «Полети»                      | Віталій Калініченко | Віталій Калініченко                        | 4:11       |
| 3.    | «Йди на зорі»                 | Віталій Калініченко | Віталій Калініченко                        | 3:13       |
| 4.    | «Настане той день»            | Віталій Калініченко | Віталій Калініченко                        | 3:48       |
| 5.    | «Питається вітер смерти»      | Юрій Шкрумеляк      | Михайло Гайворонський/ аранжування ВЕРЕМІЙ | 3:51       |
| 6.    | «Сповідь розстріляних душ»    | Віталій Калініченко | Віталій Калініченко                        | 5:34       |
| 7.    | «Гартовані вогнем»            | Віталій Калініченко | Віталій Калініченко                        | 3:31       |
| 8.    | «Ой тихо верба гнешся»        | Віталій Калініченко | Віталій Калініченко                        | 5:10       |
| 9.    | «Не питай, коли прийде весна» | Віталій Калініченко | Віталій Калініченко                        | 3:29       |
| 10.   | «Чорний шлях»                 | Віталій Калініченко | Віталій Калініченко                        | 6:03       |
| 42:15 |                               |                     |                                            |            |

## Музиканти
- Віталій Калініченко — вокал, акустична гітара
- Олександр Селюк — барабани
- Павло Попроцький — флейта/сопілка
- Денис Бойко — гітара
- Дмитро Романець — бас
- Ігор Владимиров — гітара
- Тетяна Дубченко — скрипка

### Запрошені музиканти
- Ярослав Джусь та Шпилясті кобзарі (6)

## Слова
- Віталій Калініченко